# Équipe de Finlande de Coupe Davis
L'équipe de Finlande de Coupe Davis représente la Finlande à la Coupe Davis. Elle est placée sous l'égide de la Fédération finlandaise de tennis.

## Historique
Créée en 1928, l'équipe alors composée d'Arne Grahn et de Bo Grotenfelt, remporte sa première rencontre face à la Yougoslavie à Zagreb (4-1) puis s'incline contre la Grande-Bretagne à Helsinki (5-0). Elle dispute et perd cinq autres rencontres jusqu'en 1933 puis fait son retour dans la compétition en 1950 avec notamment la présence des internationaux Reino Nyyssönen et Sakari Salo.
En 1990, l'équipe de Finlande participe aux matchs de barrages du groupe mondial grâce à Veli Paloheimo, Olli Rahnasto et Aki Rahunen sous la direction de Leo Palin. Elle réitère cette performance en 1999 avec une équipe composée de Ville Liukko, Tuomas Ketola et Jarkko Nieminen, ainsi qu'en 2002 avec cette fois-ci seulement Ketola et Nieminen. En 2023, l'équipe finlandaise sortie deuxième de son tableau en phase de groupe, accède à la phase finale. Contre toute attente, elle sort le Canada tenant du titre en quart (2-1) puis est vaincue par l'Australie (2-0).

## Bilan
| Édition   | Groupe                | Résultat                                 | Lieu              | Ultime adversaire  | Score             |
| --------- | --------------------- | ---------------------------------------- | ----------------- | ------------------ | ----------------- |
| 1928      | Zone Europe           | 2e tour                                  | Helsinki          | Grande-Bretagne    | 0-5               |
| 1929      | Zone Europe           | 1er tour                                 | Helsinki          | Égypte             | 1-4               |
| 1950      | Zone Europe           | 1er tour                                 | Bruxelles         | Belgique           | 4-1               |
| 1951      | Zone Europe           | 1er tour                                 | Helsinki          | Brésil             | 1-4               |
| 1952      | Zone Europe           | 1er tour                                 | Helsinki          | Yougoslavie        | 2-3               |
| 1953      | Zone Europe           | 2e tour                                  | Helsinki          | Philippines        | 0-5               |
| 1954      | Zone Europe           | 1er tour                                 | Helsinki          | Norvège            | 2-3               |
| 1955      | Zone Europe           | 1er tour                                 | Vienne            | Autriche           | 5-0               |
| 1956      | Zone Europe           | 1er tour                                 | Dublin            | Irlande            | 4-1               |
| 1957      | Non-participation     | Non-participation                        | Non-participation | Non-participation  | Non-participation |
| 1958      | Zone Europe           | 2e tour                                  | Helsinki          | Mexique            | 0-5               |
| 1959      | Zone Europe           | 1er tour                                 | Helsinki          | Espagne            | 0-5               |
| 1960      | Zone Europe           | 1er tour                                 | Helsinki          | Argentine          | 0-5               |
| 1961      | Zone Europe           | 2e tour                                  | Helsinki          | Afrique du Sud     | 1-4               |
| 1962      | Zone Europe           | 2e tour                                  | Helsinki          | Tchéquoslovaquie   | 0-5               |
| 1963      | Zone Europe           | 1er tour                                 | Helsinki          | Union soviétique   | 0-5               |
| 1964      | Zone Europe           | 1er tour                                 | Copenhague        | Danemark           | 5-0               |
| 1965      | Zone Europe           | 1er tour                                 | Helsinki          | Autriche           | 1-4               |
| 1966      | Zone Europe Groupe A  | 1er tour                                 | Helsinki          | Canada             | 1-4               |
| 1967      | Zone Europe Groupe A  | 1er tour                                 | Helsinki          | Danemark           | 1-4               |
| 1968      | Zone Europe Groupe A  | Quart de final                           | Londres           | Grande-Bretagne    | 5-0               |
| 1969      | Zone Europe Groupe A  | 1er tour                                 | Helsinki          | Suède              | 1-4               |
| 1970      | Zone Europe Groupe B  | 1er tour                                 | Helsinki          | Belgique           | 1-4               |
| 1971      | Zone Europe Groupe A  | Quart de final                           | Paris             | France             | 3-0               |
| 1972      | Zone Europe Groupe A  | 1er tour                                 | Helsinki          | Danemark           | 2-3               |
| 1973      | Zone Europe Groupe A  | Tour préliminaire                        | Athènes           | Grèce              | 3-2               |
| 1974      | Zone Europe Groupe A  | Tour préliminaire                        | Schéveningue      | Pays-Bas           | 4-1               |
| 1975      | Zone Europe Groupe B  | 1er tour                                 | Helsinki          | Hongrie            | 1-4               |
| 1976      | Zone Europe Groupe A  | 1er tour                                 | Copenhague        | Danemark           | 4-1               |
| 1977      | Zone Europe Groupe B  | 1er tour                                 | Vienne            | Autriche           | 5-0               |
| 1978      | Zone Europe Groupe A  | 1er tour                                 | Tel-Aviv          | Israël             | 5-0               |
| 1979      | Zone Europe Groupe A  | Tour préliminaire                        | Varsovie          | Pologne            | 4-1               |
| 1980      | Zone Europe Groupe B  | Quart de final                           | Toulouse          | France             | 3-2               |
| 1981      | Zone Europe Groupe B  | Demi-finale                              | Helsinki          | Pays-Bas           | 0-5               |
| 1982      | Zone Europe Groupe A  | Quart de final                           | Dublin            | Irlande            | 3-2               |
| 1983      | Zone Europe Groupe B  | Quart de final                           | Sofia             | Bulgarie           | 3-2               |
| 1984      | Zone Europe Groupe B  | Quart de final                           | Dublin            | Irlande            | 3-2               |
| 1985      | Zone Europe Groupe B  | 1er tour                                 | Hilversum         | Pays-Bas           | 4-1               |
| 1986      | Zone Europe Groupe A  | 1er tour                                 | Varsovie          | Pologne            | 3-2               |
| 1987      | Zone Europe Groupe B  | Quart de final                           | Helsinki          | Danemark           | 0-5               |
| 1988      | Zone Europe Groupe I  | 2e tour                                  | Bristol           | Grande-Bretagne    | 3-1               |
| 1989      | Zone Europe Groupe I  | 2e tour                                  | Helsinki          | Grande-Bretagne    | 1-4               |
| 1990      | Zone Europe Groupe I  | Match de qualification au Groupe Mondial | Västerås          | Suède              | 5-0               |
| 1991      | Zone Europe Groupe I  | 2e tour                                  | Helsinki          | Danemark           | 2-3               |
| 1992      | Zone Europe Groupe I  | 2e tour                                  | Helsinki          | Autriche           | 1-4               |
| 1993      | Zone Europe Groupe I  | Relégation                               | Budapest          | Hongrie            | 4-1               |
| 1994      | Zone Europe Groupe II | 2e tour                                  | Ljubljana         | Slovénie           | 3-2               |
| 1995      | Zone Europe Groupe II | 3e tour                                  | Helsinki          | Luxembourg         | 4-1               |
| 1996      | Zone Europe Groupe I  | Relégation                               | Harare            | Zimbabwe           | 4-1               |
| 1997      | Zone Europe Groupe II | 3e tour                                  | Helsinki          | Pologne            | 3-2               |
| 1998      | Zone Europe Groupe I  | 2e tour                                  | Helsinki          | France             | 2-3               |
| 1999      | Zone Europe Groupe I  | Match de qualification au Groupe Mondial | Sassari           | Italie             | 3-2               |
| 2000      | Zone Europe Groupe I  | Barrage de relégation                    | Helsinki          | Hongrie            | 4-1               |
| 2001      | Zone Europe Groupe I  | 2e tour                                  | Helsinki          | Italie             | 2-3               |
| 2002      | Zone Europe Groupe I  | Match de qualification au Groupe Mondial | Turku             | Pays-Bas           | 1-4               |
| 2003      | Zone Europe Groupe I  | Barrage de relégation                    | Asker             | Norvège            | 1-4               |
| 2004      | Zone Europe Groupe I  | Relégation                               | Ramat Ha-Sharon   | Israël             | 3-2               |
| 2005      | Zone Europe Groupe II | 2e tour                                  | Helsinki          | Bulgarie           | 3-2               |
| 2006      | Zone Europe Groupe II | 3e tour                                  | Skopje            | Macédoine du Nord  | 3-2               |
| 2007      | Zone Europe Groupe II | 2e tour                                  | Tampere           | Lettonie           | 2-3               |
| 2008      | Zone Europe Groupe II | Barrage de relégation                    | Tampere           | Luxembourg         | 3-2               |
| 2009      | Zone Europe Groupe II | 3e tour                                  | Salo              | Chypre             | 2-3               |
| 2010      | Zone Europe Groupe I  | 2e tour                                  | Pretoria          | Afrique du Sud     | 4-0               |
| 2011      | Zone Europe Groupe I  | Barrage de relégation                    | Espoo             | Pologne            | 3-2               |
| 2012      | Zone Europe Groupe I  | Relégation                               | Helsinki          | Danemark           | 1-4               |
| 2013      | Zone Europe Groupe II | 3e tour                                  | Riga              | Lettonie           | 3-2               |
| 2014      | Zone Europe Groupe II | 2e tour                                  | Helsinki          | Bosnie-Herzégovine | 2-3               |
| 2015      | Zone Europe Groupe II | 2e tour                                  | Viana do Castelo  | Portugal           | 4-1               |
| 2016      | Zone Europe Groupe II | 2e tour                                  | Kongens Lyngby    | Danemark           | 3-2               |
| 2017      | Zone Europe Groupe II | Barrage de relégation                    | Hanko             | Madagascar         | 3-2               |
| 2018      | Zone Europe Groupe II | 3e tour                                  | Le Caire          | Égypte             | 3-2               |
| 2019      | Zone Europe Groupe I  | 1er tour                                 | Espoo             | Autriche           | 2-3               |
| 2020-2021 | Groupe Mondial        | Maintien                                 | Espoo             | Inde               | 3-1               |
| 2022      | Groupe Mondial        | Maintien                                 | Espoo             | Nouvelle-Zélande   | 5-0               |
| 2023      | Groupe Mondial        | Demi-finale                              | Malaga            | Australie          | 2-0               |
| 2024      | Groupe Mondial        | Phase de groupe                          | Manchester        | 3 adversaires      |                   |
| 2025      |                       |                                          |                   |                    |                   |

| Promotion  |
| Relégation |

## Joueurs de l'équipe
Les chiffres indiquent le nombre de matchs joués
- Henri Kontinen (30)
- Emil Ruusuvuori (10)
- Harri Heliovaara (32)
- Patrik Niklas-Salminen (7)

## Historique des capitanats
- Leo Palin (1987-1990)
- Jari Hedman (1991-1993)
- Reino Jokinen (1994-1995)
- Olli Rahnasto (1996-2002)
- Henrik Johansen (2002-2004)
- Joakim Berner (2005-2007)
- Kim Tiilikainen (2008-2017)
- Jarkko Nieminen (depuis 2018)